# Schloss Welkersdorf

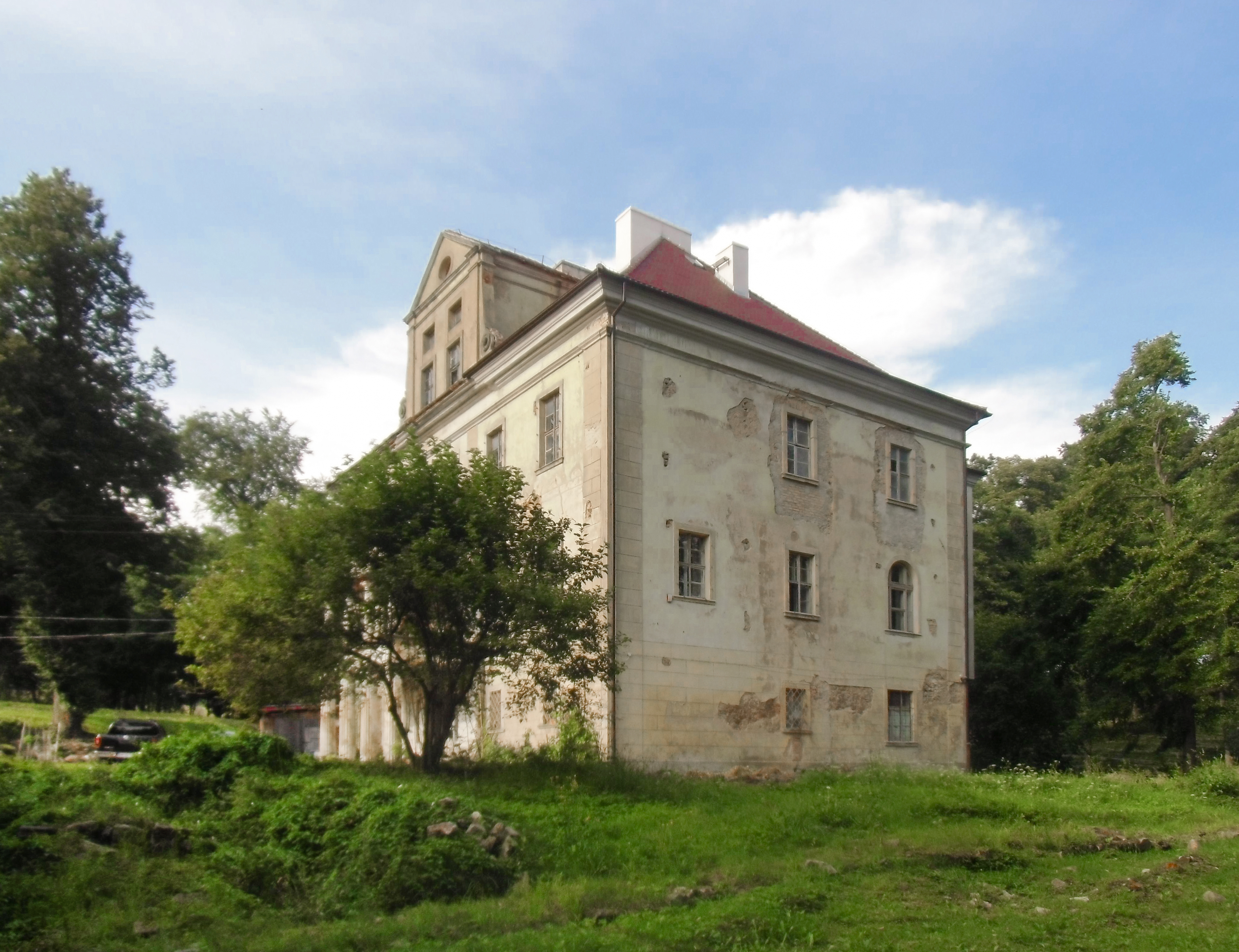
Schloss Welkersdorf

Schloss Welkersdorf (polnisch Pałac Rząsiny) ist ein Herrenhaus in Rząsiny (deutsch Welkersdorf) im Powiat Lwówecki der polnischen Woiwodschaft Niederschlesien.

## Geschichte
Christoph von Talkenberg ließ 1494 ein Festes Haus als Wohnhaus eines Gutshofes errichten. Sein Sohn Rumpold ließ das Gebäude um 1550 renaissancezeitlich umbauen. Spätere Eigentümer waren ab 1630 die von Hohberg, die von Lest und nach 1629 Heinrich von Poser. Ab 1673 gehörte es den Herren von Schweinitz. Durch Heirat wurde 1750 Graf Bernhard Wilhelm von Schmettau Eigentümer. Bis 1831 war das Anwesen im Besitz des Hans Karl von Diebitsch-Sabalkanski.
Um 1840 gab der damalige Eigentümer Arnold Lüschwitz dem Haus sein heutiges Aussehen. Im Jahr 1944 zog das Berliner Institut für Flugmedizin dort ein.
Nach Ende des Zweiten Weltkriegs und dem Übergang großer Teile Schlesiens an Polen wurde das Gebäude als Wohnhaus genutzt. Heute ist es in privatem Besitz und wird sukzessive renoviert. Es steht seit dem 20. Februar 1959 unter Denkmalschutz. Sein Park wurde am 30. September 1980 in die Denkmalliste aufgenommen.

## Bauwerk
Die Gewölberäume, viele Fenster- und Türgewände stammen aus der Zeit der Renaissance und ähneln denen von Schloss Plagwitz. Kreuzstockfenster und Stuckdekoration in den zwei repräsentativen Sälen stammen aus den 1750er Jahren. Bemerkenswert ist der frontseitige Portikus auf dorischen Säulen. Frontseitig befindet sich auch das Ehewappen derer von Schmettau und von Schweinitz.